# Antas (Espanha)
Antas é um município da Espanha na província de Almería, comunidade autónoma da Andaluzia, de área 100 km² com população de 3 403 habitantes (2009) e densidade populacional de 34,03 hab./km².

## Demografia
| Variação demográfica do município entre 1996 e 2008 | Variação demográfica do município entre 1996 e 2008 | Variação demográfica do município entre 1996 e 2008 | Variação demográfica do município entre 1996 e 2008 |
| --------------------------------------------------- | --------------------------------------------------- | --------------------------------------------------- | --------------------------------------------------- |
| 1996                                                | 2001                                                | 2004                                                | 2008                                                |
| 2 659                                               | 2 844                                               | 3 101                                               | 3 389                                               |